# Ethmolaimus distephanus
Ethmolaimus distephanus är en rundmaskart som beskrevs av De Cillis 1917. Ethmolaimus distephanus ingår i släktet Ethmolaimus och familjen Chromadoridae. Inga underarter finns listade i Catalogue of Life.